# Rivière Gods
La rivière Gods est une rivière dans le Nord du Manitoba au Canada. Elle coule à partir du lac Gods jusqu'à la rivière Hayes qui se déverse dans la baie d'Hudson. La Nation crie de Manto Sipi est située à la source de la rivière Gods tandis que la Première Nation de Shamattawa se trouve à sa confluence avec la rivière Echoing.